# 花纹爱洁蟹
花纹爱洁蟹（学名：Atergatis floridus）为扇蟹科熟若蟹亚科爱洁蟹属的动物。分布于日本、夏威夷、塔希提岛、土阿莫土群岛、社会群岛、斐济、马绍尔群岛、吉尔伯特群岛、加罗林岛、澳大利亚、马来亚、印度、斯里兰卡、红海、台湾岛以及中国大陆的西沙群岛、海南岛等地，生活环境为海水，一般生活于低潮线的岩石岸边及珊瑚礁浅水中。
有毒，不能食用。